# Miracolo del riso di Olivenza

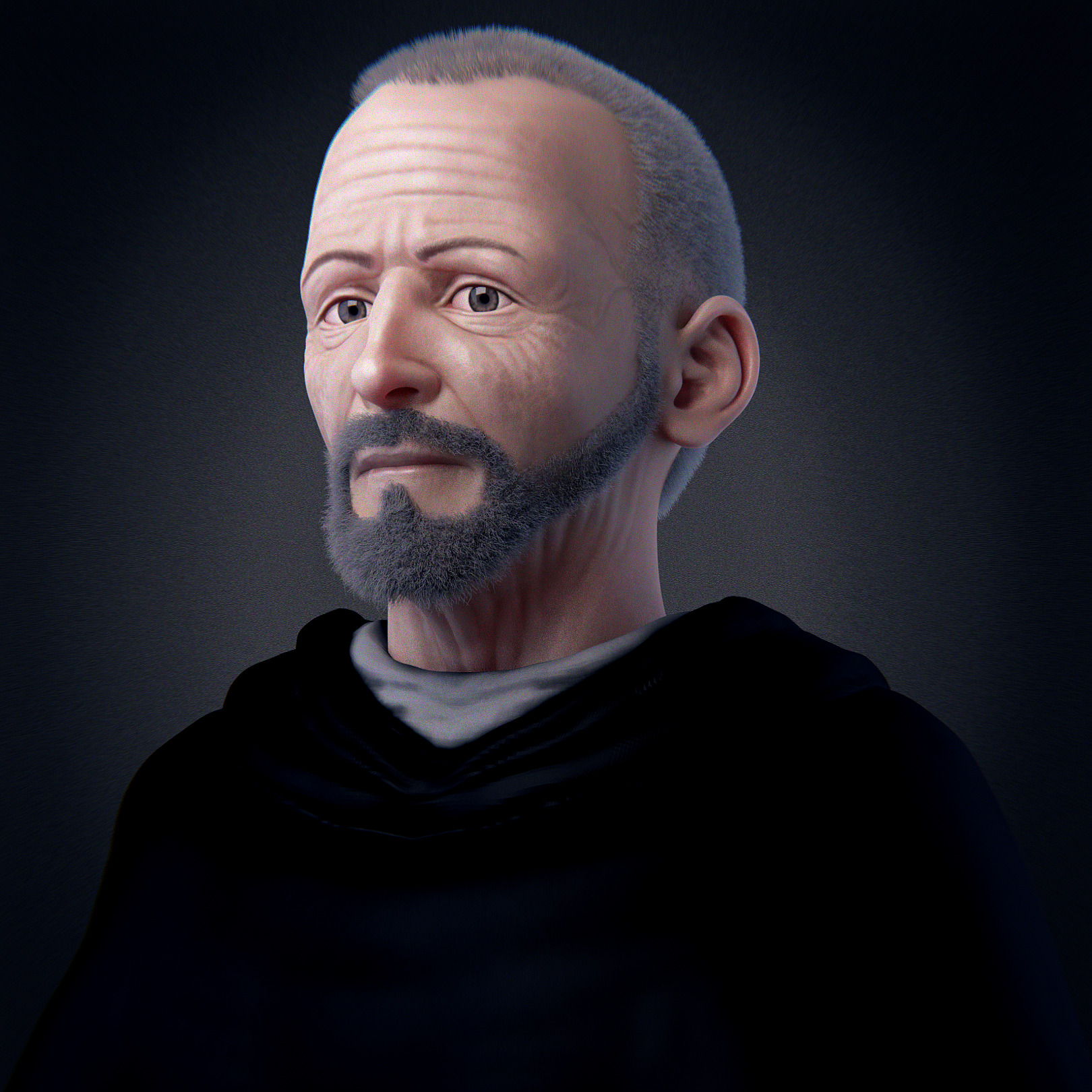
San Giovanni Macías

Il miracolo del riso di Olivenza si sarebbe verificato, secondo la Chiesa cattolica, il 23 gennaio 1949 nell'omonima località spagnola: in una mensa per i poveri annessa a una chiesa, la cuoca, disponendo soltanto di 750 grammi di riso e altrettanti di carne, dopo avere invocato il beato Giovanni Macías riuscì a sfamare 150 persone.

## La vicenda
A Olivenza (comune spagnolo di circa 12.000 abitanti, situato presso il confine con il Portogallo), nella parrocchia di santa Maria Maddalena, il 23 gennaio 1949 la cuoca, Leandra Rebollo Vásquez, si apprestava a cucinare per le 150 persone presenti nella mensa per i poveri, quando si accorse che disponeva soltanto di 750 grammi di riso crudo e altrettanti di carne.
Mise ugualmente sul fuoco una pentola con dieci litri di acqua e, mentre vi versava il riso, la carne e un poco di condimento, invocò l'aiuto del beato Giovanni Macías, religioso spagnolo dell'Ordine dei frati predicatori, che sarebbe stato proclamato santo il 28 settembre 1975 da papa Paolo VI.
Dopo un quarto d'ora la cuoca si accorse che la quantità di riso, durante la cottura, continuava ad aumentare e saliva in superficie, tanto che fu costretta, aiutata dalla madre del parroco, a travasare il contenuto in una seconda pentola di otto litri e poi in una terza di dieci litri.
Accorsero il parroco, Luis Zambrano Blanco, e María Gragera Vargas Zúñiga, direttrice del "Focolare Nazareth", pia unione caritativa di volontarie fondata dallo stesso Zambrano Blanco,  e si resero conto di quanto stava accadendo. Il fenomeno durò per quattro ore, finché il parroco ordinò di spegnere il fuoco e togliere la pentola.
Undici anni dopo, nel 1960, si svolse l'inchiesta del tribunale ecclesiastico e, dopo l'ascolto di ventidue testimoni, l'evento fu dichiarato miracoloso. Fu possibile anche esaminare campioni del riso, che alcuni testimoni avevano conservato come reliquie, e si constatò che si trattava di riso di qualità comune.